# Nadejda Babkina
Nadejda Babkina (19 mars 1950) est une chanteuse russe. Elle est députée à la Douma de la ville de Moscou depuis 2014.
L'astéroïde (10684) Babkina a été nommé en son honneur. 